# クリスティアン・サントス
クリスティアン・サントス（Christian Robert Santos Kwasniewski、1988年1月20日 - ）は、ベネズエラ・ボリバル州シウダーグアヤナ出身のサッカー選手。ポジションはフォワード。ベネズエラ代表。

## 経歴
1988年にボリバル州シウダーグアヤナで生まれる。6歳に時に父の仕事の関係でベネズエラを離れ、世界各国を転々とする生活を送ることになり、ドイツにたどり着いたサントスは、2003年にアルミニア・ビーレフェルトのユースチームに入団し、2008年にプロデビュー。3シーズンプレーした。
2011年8月9日、ベルギー2部のKASオイペンと契約。2シーズンで25得点を決めた後、2013年4月に1部のワースラント＝ベフェレンに移籍するも、2013-14シーズンは膝の負傷で不出場に終わり、シーズン終了後に解雇された。
2014年7月、オランダ・エールステ・ディヴィジ (2部) のNECナイメヘンと契約。2014-15シーズン2部リーグ優勝に貢献し、エールディヴィジ (1部) に復帰した2015-16シーズン、サントスは30試合に出場し16得点を決め、リーグ10位躍進の原動力となった。
2016年夏、契約満了となったサントスは、7月12日にスペイン・リーガ・エスパニョーラのデポルティーボ・アラベスと契約。2016-17シーズン開幕戦の対アトレティコ・マドリード戦の後半35分にガイスカ・トケーロとの交代でプリメーラ・ディビシオン初出場を果たした。
2018年6月28日、デポルティーボ・ラ・コルーニャと2年契約を結んだ。
2020年9月、VfLオスナブリュックへ移籍。

## ベネズエラ代表
2015年1月にベネズエラ代表に初招集され、同年3月のジャマイカ戦で代表デビュー。10月の2018 FIFAワールドカップ・南米予選の対ブラジル戦で代表初ゴールを記録。2016年のコパ・アメリカ・センテナリオにも出場した。